# Diolenius infulatus
Diolenius infulatus là một loài nhện trong họ Salticidae.
Loài này thuộc chi Diolenius. Diolenius infulatus được Gardzińska & Marek Żabka miêu tả năm 2006.